# موسى قويدر
موسى يوسف قويدر (أبو يوسف)، هو سياسي ونقابي فلسطيني (1924- أغسطس 1997) ولد في يافا، وكان عضو في عدة أحزاب وجمعيات أثناء الانتداب البربطاني على فلسطين مثل الحزب الشيوعي الفلسطيني وعصبة التحرير الوطني الفلسطيني وكان من مؤسسي الحركة النقابية العمالية في الأردن.

## مسيرته السياسية
عندما كان عمره 12 عام، حاول موسى الالتحقاق بالحركة النقابية للحزب الشيوعي الفلسطيني بسبب تأثره بمنشورات الحزب آن ذاك ذات التوجه الخطابي للفئة العمالية، التي كان يجلبها والده الى المنزل ليقرأها عليه موسى لأن والده كان أميّا، تم رفص طلب موسى من قِبل رئيس جمعية العمال العرب ميشيل ميترى بسبب صغر سنه كان ذلك عام 1936، وفي عام 1942 انضم رسميّا الى صفوف الحركة النقابية في يافا، في عام 1943 شارك في اجتماع أقيم في بيت لحم لحل الانقسامات داخل داخل الحزب الشيوعي قبل حله والانشقاق، انضم بعدها لعصبة التحرير الوطني الفلسطينية بعد عدة أشهر من تأسيسها.
في نفس العام، انضم الى جمعية العمال العربية الفلسطينية وكان من بين اعضائها الخمسة في يافا، الى ان انضم الى مؤتمر العمال العرب بعد الانشقاق من الجمعية العمال العربية الفلسطينية، انتخب مرة واحدة كعضو في اللجنة المركزية الأولى لمؤتمر العمال، كان آخر اجتماع حضره قويدر في عصبة التحربر الوطني كان في الناصرة عام 1947، حيث أُقيل من العصبة بسبب رفضه قرار تقسيم فلسطين الذي تم مناقشته.

## تكملة مسيرته في الأردن
بعد نكبة 1948، سافر موسى الى الأردن، والتحق بالحركة العمالية الاردنية، وفي 1951 كان من بين مؤسسي الحزب الشيوعي الأردني أعتقل قويدر مع مجموعه من رفاقه لانتمائه للحزب الشيوعي وتأسيسه في الأردن وكان ذلك بعد أسبوعين من ميلاد طفله الأول يوسف، وعلى اثر اعتقاله، قامت زوجته عصمت شعار وكان عمرها 18 عامًا ،بتقديم مذكرة الى رئيس الوزراء الأردني آن ذاك فوزي الملقي بسبب مدة اعتقال زوجها التي استمرت عام ونصف والظروف المعيشية التي تمر بها الأسرة التي كان يعيلها موسى المكونة من 4 أفراد وهم زوجته ووالدته وأخته وقطع امداد الاونروا عنهم ووقع على تلك المذكرة أسر المعتقلين، أفرج عنه لاحقًا بعد الافراج عن زملائه، وفي عام 1954 شارك في قيادة نقابة عمال الخياطة وهي النقابة المؤسسة للاتحاد العام لنقابات العمال في الأردن. ومابين عامي 1976 و1977 أفرج عنه بعد اعتقاله للمرة الثانية.